# Rhodiola trifida
Rhodiola trifida là một loài thực vật có hoa trong họ Crassulaceae. Loài này được (Hook. f. & Thomson) Jacobsen miêu tả khoa học đầu tiên năm 1973.